# Нишанджа (квартал във Фатих)
„Нишанджа“ (на турски: Nişanca) е квартал на Истанбул, разположен в градска околия Фатих. Общата му площ е 0,21 км2. Според данни на Адресната система за регистриране на населението (ABPRS) към 2024 г. населението на „Нишанджа“ е 4056 жители.